# Eva Perón
María Eva Duarte de Perón (Los Toldos, 7 de maio de 1919 — Buenos Aires, 26 de julho de 1952), mais conhecida apenas como Eva Perón, ou pelo apelido de Evita, foi uma política, ativista, atriz e filantropa argentina que foi primeira-dama da Argentina de junho de 1946 até sua morte em julho de 1952, como esposa do presidente argentino Juan Domingo Perón.

## Infância

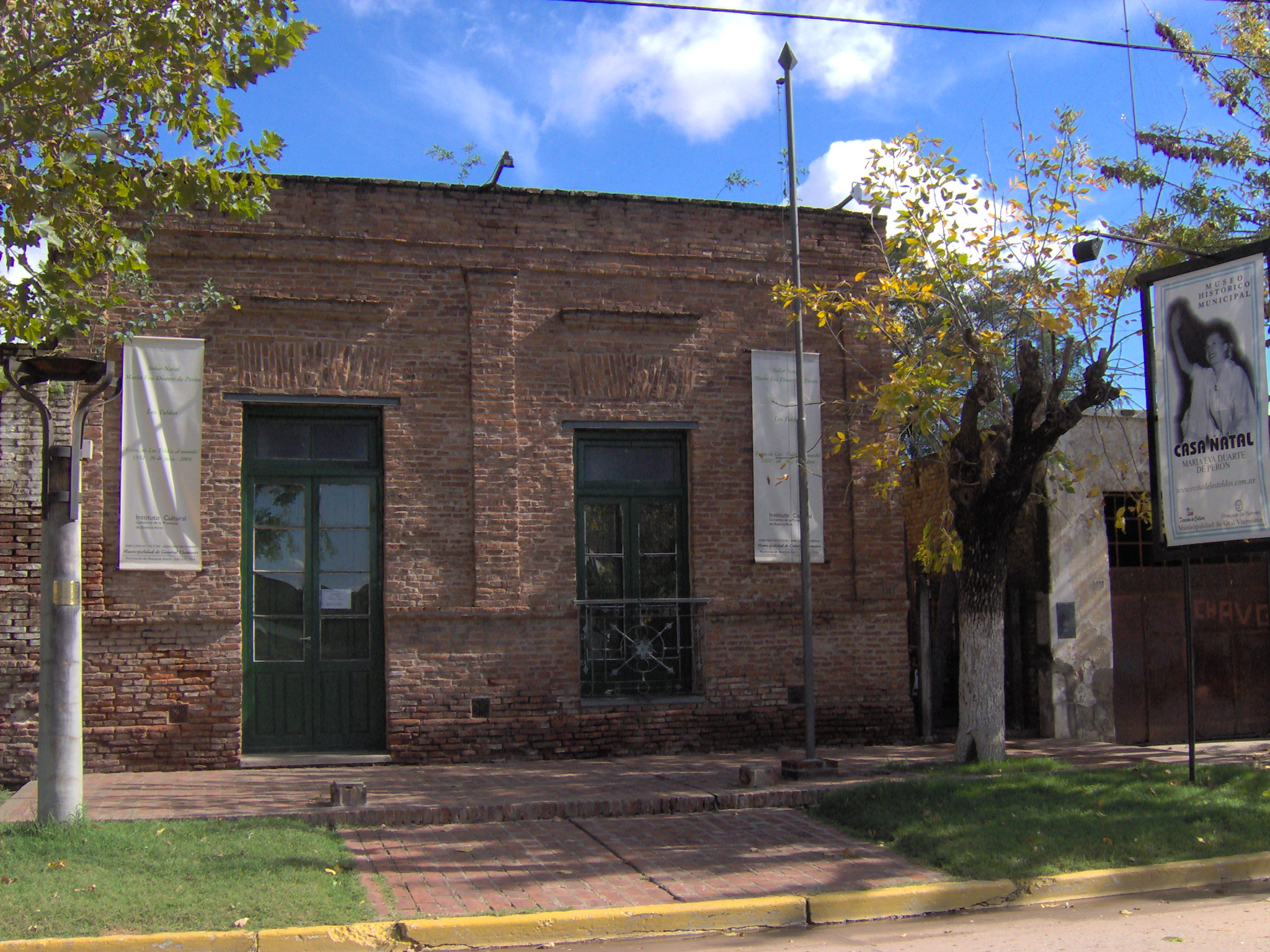
A casa de Eva

Existem dúvidas sobre o local de nascimento de Eva. No registro de nascimento consta ter sido na cidade de Junín, na província de Buenos Aires. Todavia, existem indícios de que na realidade nasceu em uma estância, sessenta quilômetros ao sul de Junín, próximo ao povoado de Los Toldos (no município de General Viamonte).
A infância em Los Toldos e depois em Junín foi pobre. A mãe, Juana Ibarguren, era uma costureira obsessiva com limpeza, extremamente organizada e amante do estancieiro Juan Duarte, que tinha outra família, legítima, em Chivilcoy, com outros 6 filhos. Depois da morte de Juan em um acidente de automóvel, Juana mudou-se com os filhos, todos dele, para Junin, para fugir das humilhações da condição de amante. O estancieiro registrou todos os filhos bastardos que teve com a costureira. Curiosamente não registrou Eva e muitos historiadores relacionam este fato, tido como uma frustração para Evita, aos condicionantes psicológicos que a levariam a buscar afirmação e sucesso na vida.
Talvez por isto, já no poder, foi marcante o traço de valorização dos laços familiares dos pobres argentinos. Quando Juan Duarte morreu, Juana e os filhos com ele, Eva, Juancito, Elisa, Blanca e Erminda, todos ainda muito pequenos, saíram da zona rural onde moravam para visitar o pai morto e dar-lhe o último beijo. Foram escorraçados do velório pela viúva e pelos filhos legítimos dele. Juana bateu o pé e insistiu que os filhos tinham o direito de beijar o pai morto. Depois de negociações e para evitar bate-boca numa cerimónia fúnebre, foi-lhes permitido que o fizessem, na condição de em seguida sumirem dali. E foi o que fizeram. Depois disso Juana partiu e se mudou com os filhos com Juan para Junin, na província de Buenos Aires. Nessa época Eva, como toda adolescente provinciana, sonhava em ser artista, ser uma estrela do teatro, do cinema. Eva tinha verdadeira paixão pela atriz norte-americana Norma Shearer, o modelo de mulher e de artista desde a infância. Assistia dezenas de vezes os filmes no cineminha de Junin e jurava para si mesma que ainda teria uma casa com telefones brancos e lençóis de cetim, como Norma nos filmes, sem se permitir, é claro, um mínimo de visão crítica que lhe desse conta de que aquilo tudo era apenas de celulóide e nada mais.
Saía das sessões com as mãos suadas e com os olhos revirados. Mas foi imbuída desta vontade de vencer, de ser Norma, de rolar com meias longas de seda com costura atrás, cabelos louros cacheados, sobre altos colchões de mola e lençóis de cetim rosa e principalmente de ter uma identidade que a bastardia lhe roubou, que a estimulou a deixar Junin e partir para tentar a carreira de atriz em Buenos Aires.

## Adolescência
"Só me casarei com um príncipe ou um presidente", dizia Maria Eva Duarte quando vivia em Los Toldos, sua cidade natal no meio do pampa. Desprezada por todos como filha ilegítima, a criança almejava um futuro radiante como ouvia nas novelas de rádio, lia nas revistas de cinema e via nos filmes de Hollywood. O pai, Don Juan Duarte, proprietário de terras, havia literalmente comprado sua mãe, a bela Juana Ibarguren, em troca de um jumento e uma carroça. Da união nasceram quatro meninas e um menino. Evita, a caçula, em 7 de maio de 1919. Ela mal conheceu o pai, que em seguida regressou ao católico lar onde o esperavam a esposa e filhos legítimos. Dona Juana enfrentou sozinha as vicissitudes e, quando a caçula Evita estava com onze anos, mudou-se com os filhos para Junín, uma vila na mesma província de Buenos Aires. O preconceito, porém, era igual. Os colegas de escola, por exemplo, não tinham permissão de cortejar Evita, em razão da origem. Não obstante, suas três irmãs mais velhas progrediram socialmente. Encontraram trabalho e fizeram bons casamentos. Restaram os rebeldes: Juancito e Eva, a sonhadora decidida a tentar a vida no mundo do espetáculo. Humilhações demais lhe renderam um caráter duplamente genioso e uma vontade indomável. Aos 15 anos, em um dia 2 de janeiro de 1935, ela partiu para a capital, Buenos Aires. Apelidada de "Paris da América do Sul", a cidade fora arruinada pela crise mundial de 1929-30 e dependia das exportações de carne e de trigo, Eva, pálida e morena, batia incansavelmente às portas dos teatros. Seu único trunfo, a obstinação. Fora a teimosia que se tornou lendária, ela não tinha grande coisa a oferecer. Sem real talento artístico nem extraordinária beleza, ela era ignorante, arredia. Às humilhações vividas, somaram-se outras. Histórias bastante banais: diretores que exerciam a sedução, amantes de algumas horas. À mãe e às irmãs, que lhe suplicavam a volta para Junín, respondia sempre: "Primeiro, a celebridade". Em janeiro de 1935, com apenas quinze anos de idade e acompanhada de Agustín Magaldi, cantor de tangos e amigo da família, considerado o Gardel do interior argentino, Eva partiu para a capital com uma malinha contendo suas poucas roupas, talvez apenas com um vestido "de sair" e mais uns trapinhos cuidadosamente lavados e engomados por Dona Juana. Com dezesseis anos, decidiu seguir a carreira artística em Buenos Aires. Em 1937 estreou no cinema no filme Segundos Afuera e, em seguida, foi contratada para fazer radionovelas.

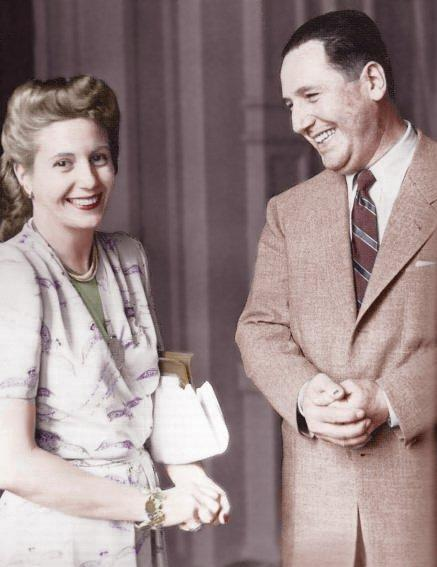
Eva e Juan Perón se casaram em 22 de outubro de 1945

## Casamento
Em 1944 conheceu Juan Domingo Perón, então vice-presidente da Argentina e ministro do Trabalho e da Guerra. No ano seguinte, Perón foi preso por militares descontentes com sua política, voltada para a obtenção de benefícios para os trabalhadores. Evita, então apenas a atriz Eva Duarte, organizou comícios populares que forçaram as autoridades a libertá-lo. Pouco depois casou-se com Perón, que se elegeu presidente em 1946.

Famosa por sua elegância e seu carisma, Evita conquista para o peronismo o apoio da população pobre, na maioria migrantes de origem rural a quem ela chamava de "descamisados".
"Ligando a figura mundialmente conhecida, de “Evita”, uma glória ‘hollywoodiana’ de proporções desmedidas, com a moça simples, a criança ultrajada, podemos chegar à conclusão de que Eva foi, possivelmente, uma personalidade dividida. De um lado, repleto de altruísmo e generosidade, há a moça simples, ‘revoltada com a injustiça’, de outro, no entanto, a mulher seduzida pelo poder. No âmago de suas preocupações sociais mais profundas, como o salário e as seguranças empregatícias para a dona de casa, encontra-se uma infância pobre e uma mãe humilhada pelas circunstâncias. Promovida pelo peronismo, e sendo principal fator de legitimação deste, a figura de Eva irá se confundir com a de uma grande estadista. Eva torna-se mais importante do que a própria imagem da Argentina real, uma vez que esta imagem é representada revestida de um aparato e de uma glória que não correspondem à realidade social da época."

## Carreira política

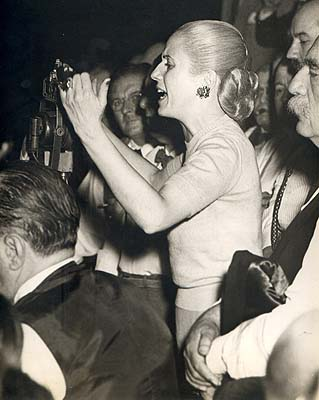
Evita discursando

O mais impressionante na história da vida de Eva foi o caminho meteórico que ela percorreu na vida pública. Entre a total obscuridade ao mais absoluto resplendor pessoal e político da vida e em seguida a morte, tudo ocorreu em apenas 7 anos. Nesse curto período ela saiu do anonimato para se tornar uma das mulheres mais importantes e poderosas do mundo. Na breve existência (morreu aos 33 anos de idade) há muitos mistérios, muitos fatos obscuros mas há principalmente uma personalidade tragicamente marcante.
"Figura chave de um regime ancorado no paternalismo e na demagogia, Evita resiste, no entanto, como uma imagem ao mesmo tempo alheia e superior ao mesmo. Mais do que uma estadista, mais do que um pivô ou um esteio sobre o qual o governo de Perón se apoia, Evita ganha voz própria porque ela encarnou em si uma série de ambições e de pretensões sociais. Sua transcendência está consubstanciada na sua fantástica ascensão sociopolítica. Uma bela mulher, que venceu na vida através dos mecanismos próprios a uma mulher, só poderia espelhar um sistema de poder centrado na sedução. É só através da sedução coletiva das massas, e do fascínio, da ascese que esta sedução acarreta, que pode firmar-se um regime deste tipo."

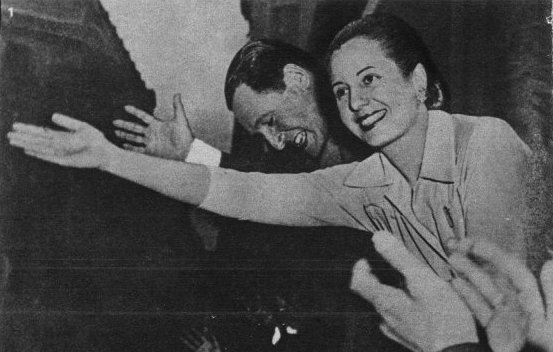
Evita e Perón

Em Buenos Aires foi morar com Juancito, seu irmão que servia o exército na Capital e já trabalhava como vendedor numa fábrica de sabão. Levavam uma vida difícil, simples, entre as obrigações da sobrevivência e fins de semana em botecos. Quando sobravam uns trocados desfrutavam o prazer de um puchero regado a cerveja Quilmes com os amigos da cidade grande. Eva passava o dia a procura de trabalho em rádios, revistas e, principalmente, tentando cavar uma chance de trabalhar no teatro e no cinema. Depois de passar fome, se submeter aos assédios de canastrões e cafajestes e suarentos do mundo artístico que lhe prometiam chances condicionadas a algumas horas nas camas vagabundas de pensões portenhas, Eva acabou por ter a primeira chance concreta no cinema, no filme Segundos Afuera. Nesse filme, no qual teve um papelzinho secundário e obtido graças à intervenção de Emilio Kartulowicz, dono da revista Sintonía ela teve chance de mostrar ao mundo artístico argentino a total falta de talento para a carreira de atriz. Mas como o destino sempre se impõe, foi na relação com este mundo que ela teve a grande chance: conhecer um coronel chamado Juan, o mesmo nome de seu pai, de seu irmão, da mãe, da sogra, da parteira e e da cidade que motivou o encontro do casal: San Juan. Era o Coronel Juan Domingo Perón. San Juan havia sido atingida por um terrível terremoto.

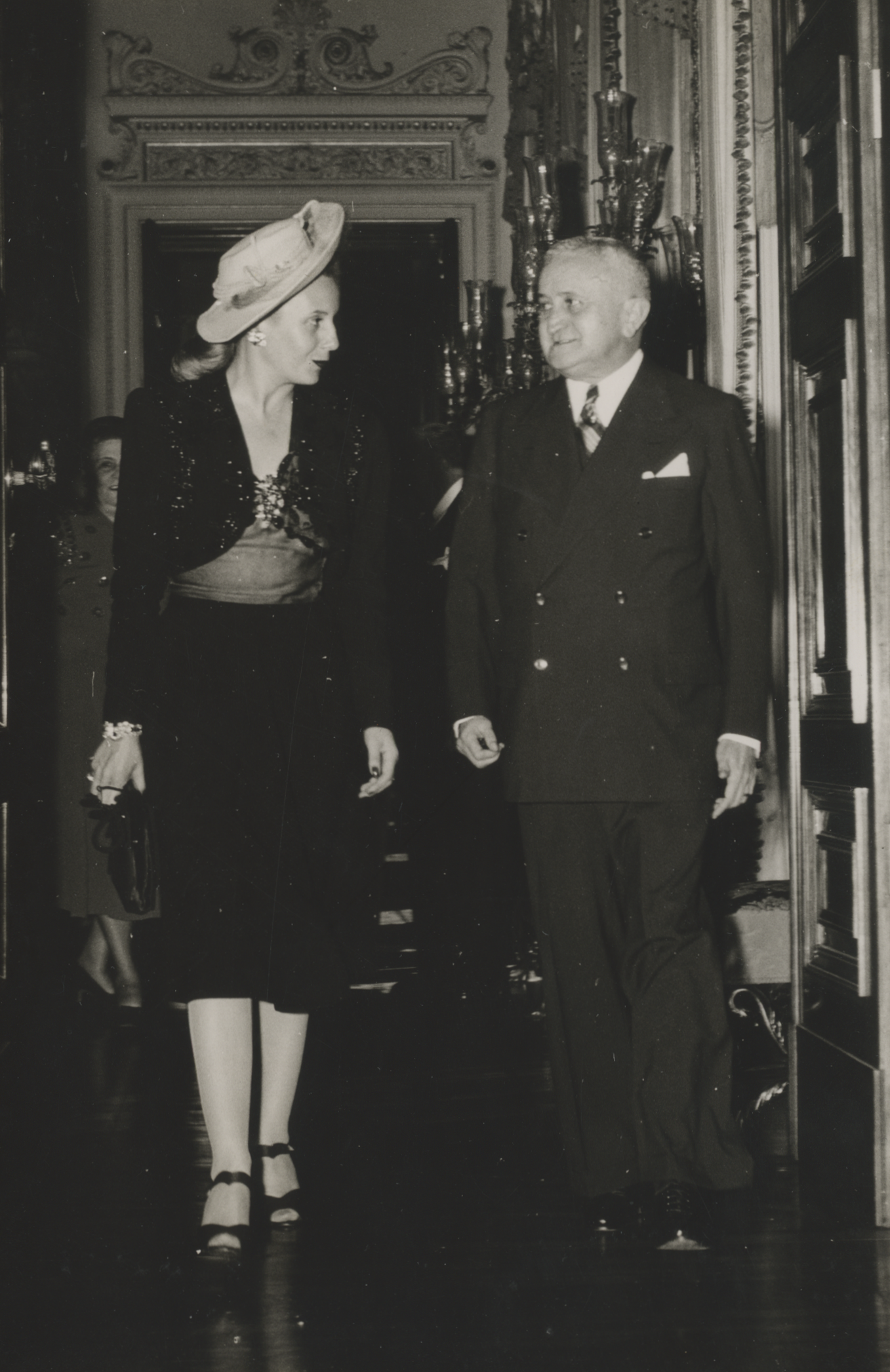
Eva Perón com o presidente Eurico Dutra em visita ao Brasil, 1947. Arquivo Nacional

O Coronel Perón, vice-presidente da República e Ministro da Guerra e Chefe da Secretaria de Trabalho e Previdência, organizou, no ginásio do Luna Park, em Buenos Aires, um evento artístico para angariar fundos para as vítimas do terremoto. Eva, que nessa época já tinha um programa de rádio onde declamava versos, participava de rádio-novelas e falava sobre a biografia de mulheres famosas, foi ao evento acompanhada de uma amiga com quem dividia um quarto de pensão. No evento Eva se aproveitou de um ligeiro descuido de uma outra atriz principiante que se sentava ao lado do Coronel na primeira fila de cadeiras. Ela precisou se levantar e Eva sentou-se nesta poltrona, ao lado do vice-presidente. Encantada e embevecida por ter ao seu lado aquele homem de 1,90 de altura, porte atlético, sorriso irresistível e envergando um uniforme militar branco impecavelmente passado, ficou com as mãos suando, trêmula, mas segura o bastante para dizer a ele a frase que provavelmente tenha servido para mudar a história da Argentina pelos futuros 40 anos: "-Coronel, obrigada por existir". Era 22 de janeiro de 1944.
O escritor argentino Tomás Eloy Martínez, autor de Santa Evita (1995) garante que a frase "Voltarei e serei milhões", atribuída a Evita e inscrita em bronze em seu túmulo, nunca foi pronunciada. Embora defenda esse ponto de vista, o escritor acha que isso pouco importa pois escrever a História difere pouco de inventar história e que a realidade e a ficção, principalmente na América Latina, se confundem.

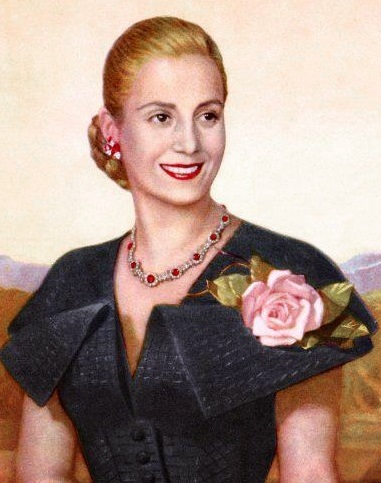
La Primera Dama de la Nación Argentina, obra de Numa Ayrinhac, 1948

Em 1945, durante a festa de comemoração de seus 50 anos, Perón, em companhia de Eva, Juancito, Domingo Mercante além de alguns poucos casais e amigos ouviu soar a campainha da porta de entrada de seu apartamento. Já sem gravata e em mangas de camisa branca o coronel foi atender a porta. Nesse momento o apartamento foi invadido pelo Cel Ávalos que, em marcha, informou ao aniversariante, fria e formalmente, que não havia mais como o exército dar-lhe apoio político e que a indicação do amigo Nicolini para os Correios fora a gota dágua.
No bolso da camisa branca de Perón, que tinha as mangas arregaçadas até o cotovelo, se via o alfinete da caneta de pena de ouro há pouco recebida como presente de aniversário de Juan Ramón Duarte, o Juancito.
Depois da saída do coronel Ávalos, Perón disse a Juan, com um sorriso enigmático: "Parece que seu presente veio em boa hora. Pelo jeito vou precisar usá-la para assinar minha renúncia". Embora Juancito não conseguisse naquele momento entender como poderia alguém dizer uma frase dessas com um sorriso nos lábios, seu sangue gelou e sentiu que iria desmaiar. Juancito ainda não havia descoberto como decifrar essa carta enigmática, a juntar as peças desse quebra-cabeças que atendia pelo nome de Juan Domingo Perón.
Poucos dias depois Perón foi preso por ordem de Edelmiro Farrel, então presidente provisório da República. A revolta popular foi incontrolável e o presidente viu-se com uma batata quente nas mãos. Fraco e adoentado, Farrel, vendo a temperatura política subir rapidamente resolveu trasladar Perón da prisão para o hospital militar em Buenos Aires onde ficou custodiado. Dali Perón negociou e impôs condições para a própria libertação. Político habilíssimo usou a prisão como fórmula de vitimização e de mobilização popular a seu favor. Eva, desesperada, mergulhou de cabeça numa campanha furiosa, desenfreada e descabelada pela libertação de Perón. Dois dias depois e onze dias após a prisão, era possível ver de novo, na sacada do Palácio do Governo um vulto acenando para a multidão de dezenas de milhares de simpatizantes, sorriso nos lábios, os dois braços ao alto. Era Perón.

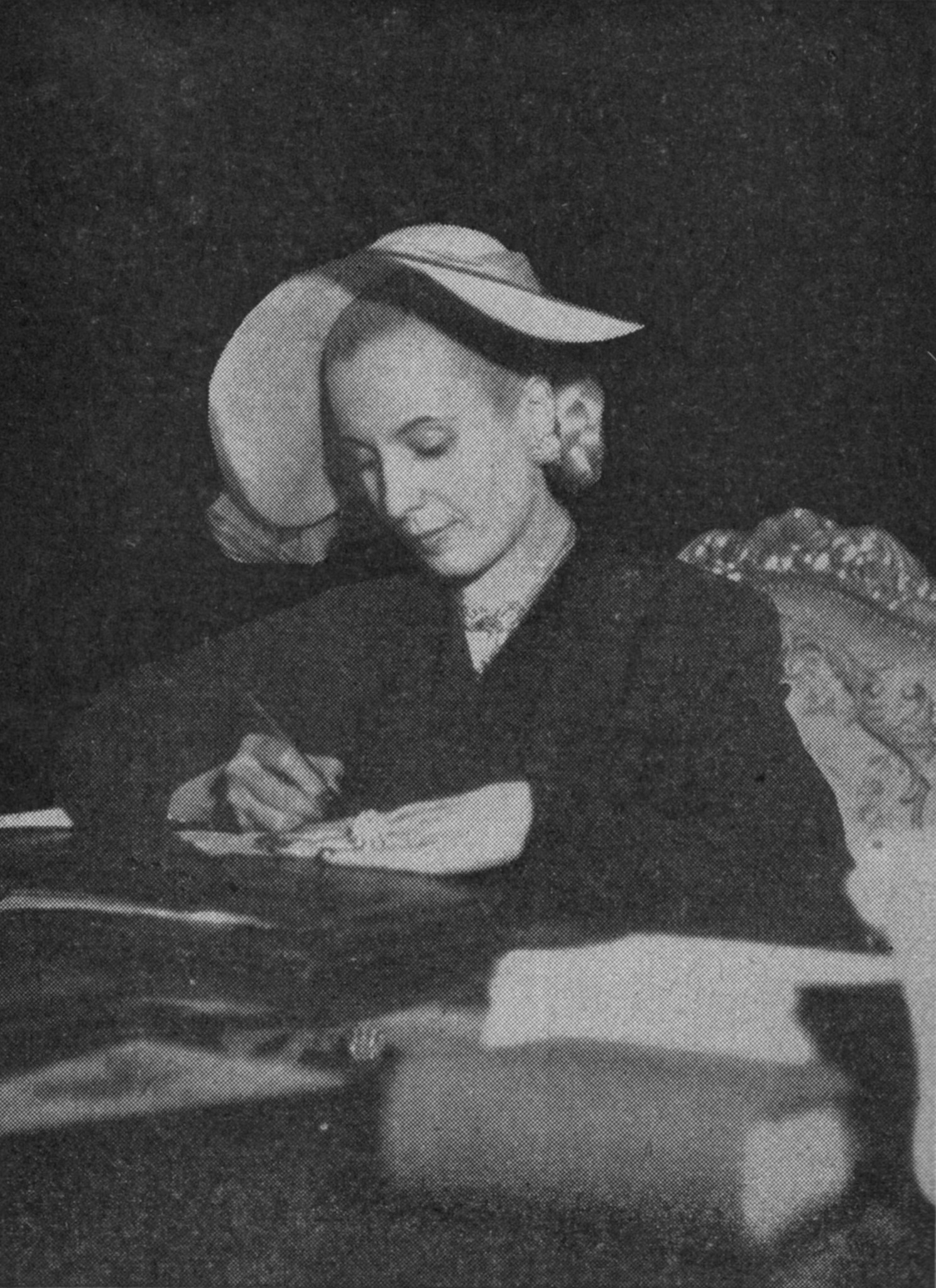
Evita trabalhando em sua fundação

Perón, um homem das planícies da Patagônia, um solitário que nunca deixava saber exatamente o que sentia, tinha uma personalidade peculiar e ambígua. Era uma pessoa externamente e outra, que nem ele conhecia bem, internamente. Sempre sorria, conquistava pelo sorriso, mas o que lhe marcava a complexa e ao mesmo tempo tôsca personalidade era o olhar, o olhar do caçador de guanacos. Animal típico da Patagônia, o guanaco exigia de seu caçador extrema habilidade em dissimular. Para fugir da cusparada venenosa o caçador precisava distrair o animal, fazer algum gesto ou movimento para desviar seu olhar. Só assim seria possível abatê-lo. Como hábil caçador de guanacos, o coronel Perón ouviu a declaração encantada de Eva no Luna Park. Só não sabia que também ela era uma caçadora proverbial de guanacos e naquele momento pactuou-se ali uma sociedade de ideias e interesses que os levou aos limites do poder, da glória, da riqueza e por fim, da ruína, da desmoralização mas jamais do esquecimento e da indiferença. Os nomes de Eva Perón, a Evita, e Juan Domingo Perón impregnaram-se de forma definitiva no imaginário do povo argentino, como ocorre com nossas imagos mais primitivas, lembranças arquetípicas indeléveis como os registros do DNA em nossas células.
“Mas nem Mussolini nem Hitler levaram a sua loucura auto-induzida ao ponto de tentarem publicamente usurpar o lugar de Deus. Perón tentou.(...) Foi nesse ponto que começou a divinização de Perón. Evita deu o tom: ‘Só há um Perón...Ele é um Deus para nós...Nosso sol, nosso ar, nossa vida.’ Um ministro de governo equiparou Perón a Cristo, Maomé e Buda, como fundador de uma grande doutrina religiosa! A máquina de propaganda começou a espalhar folhetos e alusões dessa espécie. Ao mesmo tempo, empreendia-se uma campanha para canonizar Evita. Em outubro de 1951, ela foi apresentada a uma multidão peronista como ‘Nossa Senhora da Esperança’ e o próprio Perón rematou a reunião, proclamando um novo feriado, o ‘Dia de Santa Evita’. Depois da morte de Evita, em 1952, a neurose deliberada se agravou. Um porta-voz peronista, falando da sacada do palácio do governo, dirigiu-se a ela como ‘mãe nossa que estais no céu’. Exibiu-se um filme intitulado Evita imortal e a revista Mundo Peronista divulgou na capa uma Evita santificada, a quem não faltava a auréola.”

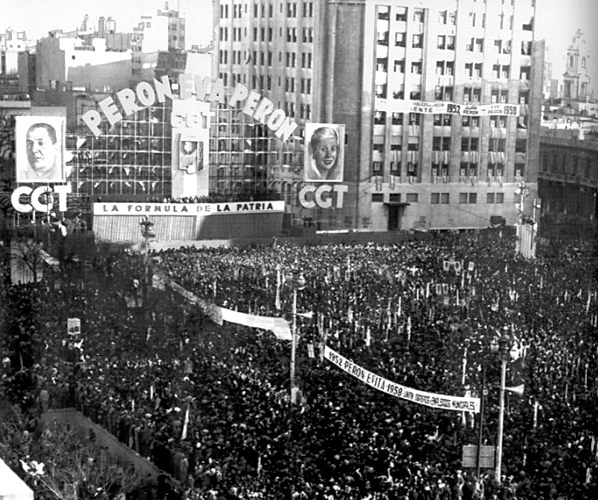
2 milhões de pessoas assistiram à cerimônia de apresentação da fórmula falha de Juan Perón e Eva Peron

Por causa da personalidade arrebatada e por ser uma defensora incansável dos pobres, miseráveis e explorados Eva muitas vezes foi confundida como sendo uma militante de esquerda , embora nunca o tenha sido. Ela rejeitava ferrenhamente este rótulo, tendo inclusive muitas vezes se indisposto com os comunistas ortodoxos da Argentina, que viam na ação assistencialista até mesmo um fator de atraso nas conquistas da classe operária. O voto feminino, por exemplo, reivindicação histórica das mulheres comunistas argentinas, foi implantado por um golpe de voluntarismo de Evita. Isso irritou profundamente a militância comunista, como Julieta Lanteri, Carolina Musill, Victoria Ocampo, Alicia Moreau, que defendiam a tese de que a conquista deveria ser historicamente conduzida. Quando a lei do voto feminino foi sancionada por Perón elas disseram: "agora não queremos mais votar".

## Evita

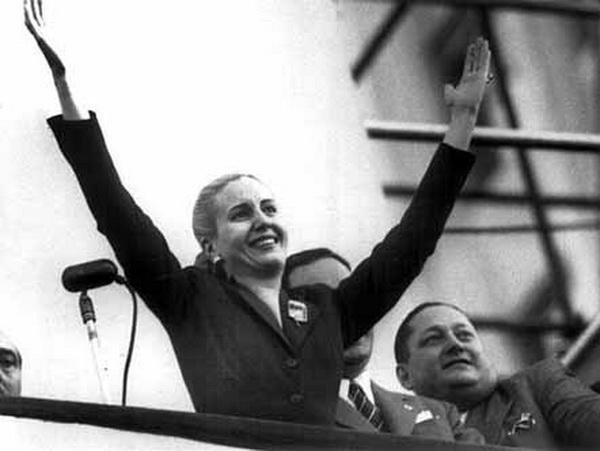
Evita em sua nomeação como vice-presidente da Argentina

Em determinado momento, fruto de criação da atriz Eva Duarte, surgiu a personagem "Evita". A própria Eva tinha consciência da existência autônoma de sua personagem, que ela transformou quase numa segunda personalidade. Assim Eva Péron se refere a Evita:
| “ | Quando escolhi ser "Evita" sei que escolhi o caminho do meu povo. Agora, a quatro anos daquela eleição, fica fácil demonstrar que efetivamente foi assim. Ninguém senão o povo me chama de "Evita". Somente aprenderam a me chamar assim os "descamisados". Os homens do governo, os dirigentes políticos, os embaixadores, os homens de empresa, profissionais, intelectuais, etc., que me visitam costumam me chamar de "Senhora"; e alguns inclusive me chamam publicamente de "Excelentíssima ou Digníssima Senhora" e ainda, às vezes, "Senhora Presidenta". Eles não veem em mim mais do que a Eva Perón. Os descamisados, no entanto, só me conhecem como "Evita". Eu me apresentei assim pra eles, por outra parte, no dia em que saí ao encontro dos humildes da minha terra dizendo-lhes que preferia ser a "Evita" a ser a esposa do Presidente se esse "Evita" servia para mitigar alguma dor ou enxugar uma lágrima. E, coisa estranha, se os homens do governo, os dirigentes, os políticos, os embaixadores, os que me chamam de "Senhora" me chamassem de "Evita" eu acharia talvez tão estranho e fora de lugar como que se um garoto, um operário ou uma pessoa humilde do povo me chamasse de "Senhora". Mas creio que eles próprios achariam ainda mais estranho e ineficaz. Agora se me perguntassem o que é que eu prefiro, minha resposta não demoraria em sair de mim: gosto mais do meu nome de povo. Quando um garoto me chama de "Evita" me sinto mãe de todos os garotos e de todos os fracos e humildes da minha terra. Quando um operário me chama de "Evita" me sinto com orgulho "companheira" de todos os homens. | ” |

As divergências ideológicas não impediram, depois da sua morte, que as bandeiras que ela defendia de ódio aos ricos e poderosos, que ela chamava de oligarcas e da mais absoluta e intransigente defesa dos pobres e oprimidos fossem violentamente  disputadas pela direita, pelo centro e até pela extrema esquerda, personificada no grupo guerrilheiro Tupamaro. No entanto,  para esses pobres que ela carinhosamente chamava de grasitas, Evita nunca foi uma líder ideológica. Para eles ela era muito mais. Era mais que a mulher do grande Perón, mais que uma benfeitora, mas a líder espiritual da nação argentina, quase uma santa. Essa ambiguidade conceitual foi sabiamente usada por todas as correntes ideológicas argentinas que usaram o justicialismo peronista para chegar ou tentar chegar ao poder depois da chamada Revolução Libertadora, o golpe de Estado que depôs Perón em 19 de setembro de 1955.

## Morte

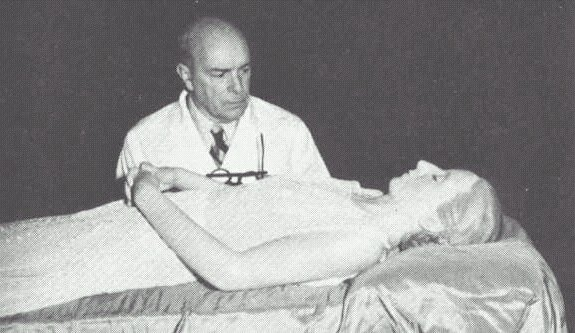
Corpo embalsamado de Eva Péron

Às 20h e 25min de 26 de julho de 1952, morre aos 33 anos, de câncer de útero. Embalsamado, seu corpo ficou exposto à visitação pública até que, durante o golpe de Estado que derrubou Perón em 1955, seu cadáver foi roubado e enterrado no Cemitério Monumental de Milão, Itália. Dezesseis anos mais tarde, em 1971, o corpo foi exumado e transladado para a Espanha. Ali foi entregue ao ex-presidente Perón, que vivia exilado em Madri. O médico argentino que embalsamou Evita revelou que fora um trabalho perfeito, uma vez que, Evita parecia "uma boneca" devido a sua baixa estatura, pele alva e vestido de cetim branco. Após a vinda do esquife da Espanha numa caixa de vidro... Evita parecia adormecida.
"Evita havia se diluído, estava em todos os lugares! A sua identificação à sua pátria fora tão completa e consumada que agora, morta enquanto integridade física coesa, ela vivia, enquanto mito, em todos os recantos da Argentina."
Perón voltou à Argentina em 1973 e foi reeleito presidente, tendo a terceira mulher, Isabelita Perón, como vice. Após sua morte, em 1974, Isabelita Perón trouxe o corpo de Evita para a Argentina, onde foi exposto novamente por um breve período. Foi então enterrada novamente no mausoléu da família Duarte no cemitério da Recoleta, na cidade de Buenos Aires.

## Posteridade
Para muitos, Eva Perón foi, na verdade, a única voz retumbante no coração do povo pobre e trabalhador da Argentina; foi, para os miseráveis, a única referência confiável e capaz de unir, se quisesse, com um gesto apenas, todas as vontades em uma só, todas as vozes em uma só, a voz do povo explorado e espoliado pela classe rica e insensível às suas necessidades mais elementares. Para esses adoradores, este milagre, só Evita conseguiu operar.
Depois de transformar Jesus Cristo em "Superstar" do rock, num musical que faz sucesso em todo mundo, a dupla Andrew Lloyd Webber (música) e Tim Rice (libreto) revisitou o maior mito da Argentina - Maria Eva Duarte de Peron (1919-1952), para a ópera-rock Evita:
"Foi como alegoria gloriosa da Argentina, através de um especial da BBC inglesa, que dois jovens, Tim Rice e Andrew Lloyd, conheceram Evita. Em meados da década de 1970, mais de 20 anos após a sua morte, Eva Perón ainda era o símbolo máximo da Argentina. Ao mesmo tempo intrigados e fascinados, movidos pelo carisma daquela mulher, realizaram a ópera-rock mais exuberante que já foi escrita. Supera todas as suas similares em brilho, fascínio, luxo...É  a eloqüente ressurreição de uma figura fascinante. Através desta ópera – a mais consagrada da segunda metade do século XX – Evita continua viva em todos os palcos do mundo. Ela tornou-se uma figura ainda mais conhecida e comentada. Ela é hoje não apenas parte da história e da cultura portenha, como também do cenário cultural mundial."
Na atualidade, mais de 50 anos após sua morte, Maria Eva Duarte de Péron está mais viva do que nunca, e continua a engendrar polêmicas, mesmo no meio acadêmico:
"Um dos principais sociólogos da Argentina, Juan José Sebreli, publicou recentemente “Cômicos e Mártires – Ensaio contra os mitos”, livro que desatou intensa polêmica, já que nele ousa intrometer-se com os maiores – e intocáveis – mitos da História argentina. O livro – que na Espanha recebeu o prêmio Casamérica – analisa o fenômeno dos mitos do ex-astro do futebol Diego Armando Maradona; o cantor de tangos Carlos Gardel; o líder guerrilheiro Ernesto ‘Che’ Guevara, e a “Mãe dos pobres”, Evita Perón. “Evita exaltou, de forma significativa, a subordinação da mulher ao homem”, disparou Sebreli, enquanto bebia um ‘cortado’ no café ‘El Olmo’. Durante a entrevista que lhe fiz em fevereiro, ele torpedeou o mito de Evita como paladina do gênero feminino. “Além do voto para as mulheres, ela jamais pensou em reivindicações feministas essenciais, como, por exemplo, o divórcio e a despenalização do aborto”, disse. Evita é sustentada como mito tanto pela direita como pela esquerda, explicou Sebreli, que indicou que “embora em seu discurso estivesse do lado dos operários, ela respaldou de forma enérgica a repressão às greves realizadas contra o governo de seu marido. Evita, longe de ter sido uma defensora dos operários, ajudou na domesticação do sindicalismo argentino. Ela era a perseguida e a perseguidora, a mulher do chicote”. Sebreli afirma que, ao contrário da lenda, Evita nunca esteve na mobilização de trabalhadores que no dia 17 de outubro de 1945 foi às ruas pedir a liberação do então coronel Juan Domingo Perón, detido por seus colegas militares. “Evita era ninguém, só era a amante de Perón…Essa imagem dela liderando as massas naquele dia decisivo apareceu anos depois. É preciso desmascarar isso. Evita estava naquele dia na cidade de Junín, com seus parentes”. “Perón não é mito. Ele é figura histórica. Ninguém se interessa profundamente em Perón hoje em dia, a não ser que seja um historiador. Mas, todos conhecem Evita. É seu jeito de ser, o look. E, de quebra, ainda está ali o musical e o filme sobre o musical. Perón foi um político, mas Evita foi o ornamento estético do fenômeno político do Peronismo. Veja bem: um ornamento estético muito importante”, explica. Segundo o sociólogo, “Perón pode ser discutido hoje em dia. Mas, Evita é intocável. Quase o mesmo caso do Che e de Maradona. As pessoas fazem poucas piadas paródicas sobre eles. O dia em que começarem as piadas, será o fim de seus mitos”.

### Efígie na cédula de cem pesos
Em 25 de julho de 2012 o governo argentino modificou a cédula de cem Pesos Argentinos e substituiu a efígie do ex-presidente Julio Argentino Roca, responsável por atos de genocídio contra povos indígenas, pela efígie de Eva Perón.